# چرخ‌ریسک دم‌دراز
چرخ‌ریسک دم‌دراز (نام علمی: Aegithalos caudatus) نام یک گونه از زیرراسته پرنده آوازخوان است. این پرنده در سراسر آسیا و اروپا دیده می‌شود. پژوهش‌های وسیعی بر این روی این گونه انجام شده است، از جمله پژوهش‌های کرامپ و پرینز در ۱۹۹۳ و گاستون در ۱۹۷۳ میلادی. بیشتر پژوهش‌ها با هدف بررسی رفتار اجتماعی و جفت‌گیری این پرنده انجام گرفته‌اند.

## توصیف
این پرنده به شکل زیر توصیف شده است: پرنده‌ای کوچک به طول ۱۳ تا ۱۵ سانتی‌متر، شامل دمی به طول ۷ تا ۹ سانتی‌متر با بدنی گرد و منقاری کوتاه و یک دم باریک و بسیار بلند. جنس نر و ماده شبیه هم هستند. پرها عمدتاً سیاه و سفید با اندکی رنگ خاکستری و صورتی هستند.

## تغذیه
این پرنده در تمام طول سال حشره‌خوار بوده و به طور عمده از بندپایان و ترجیحاً از تخم و لارو پروانه‌ها تغذیه می‌کند. در پاییز ممکن است اندکی نیز گیاه‌خوار شود.

## نگارخانه

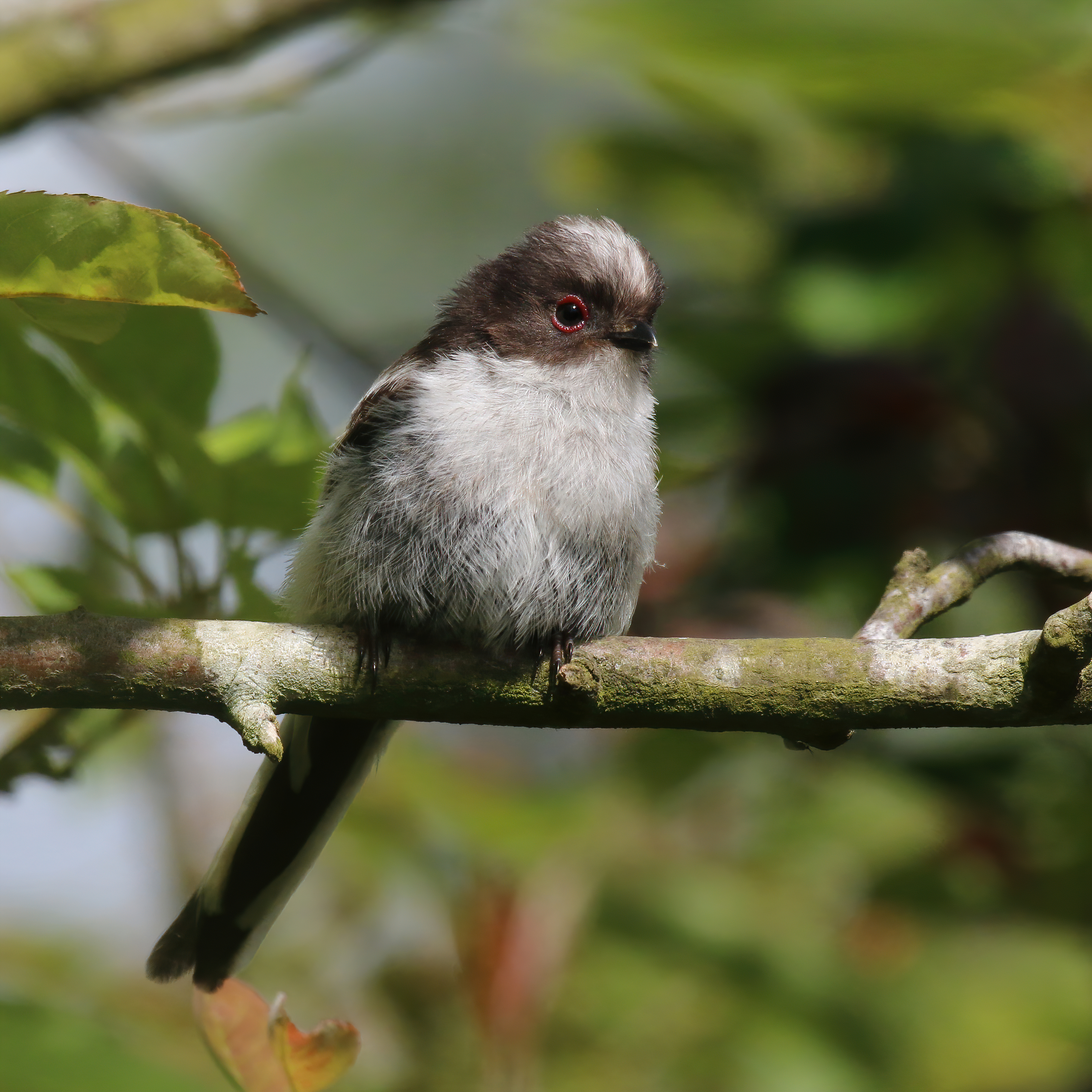
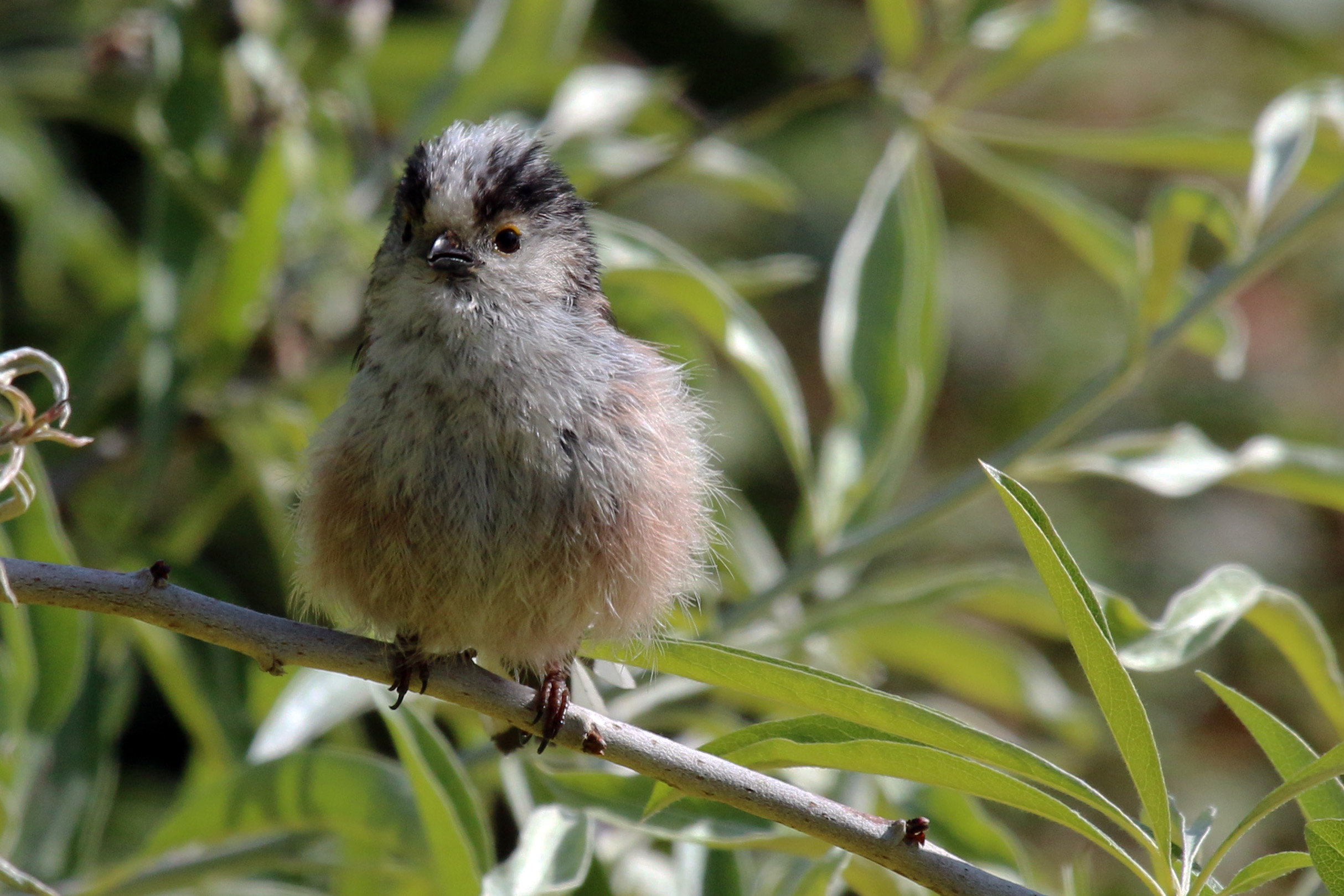
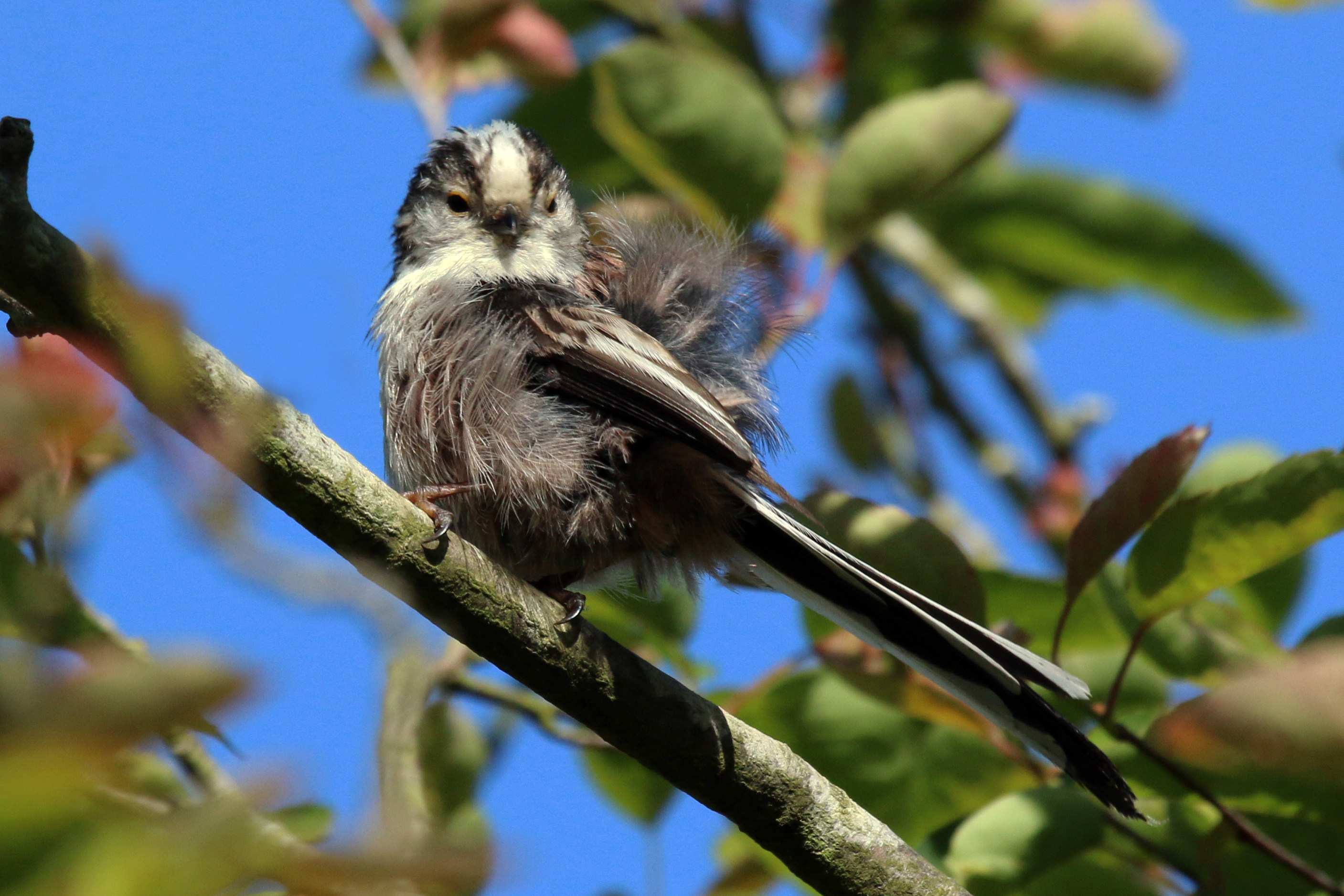
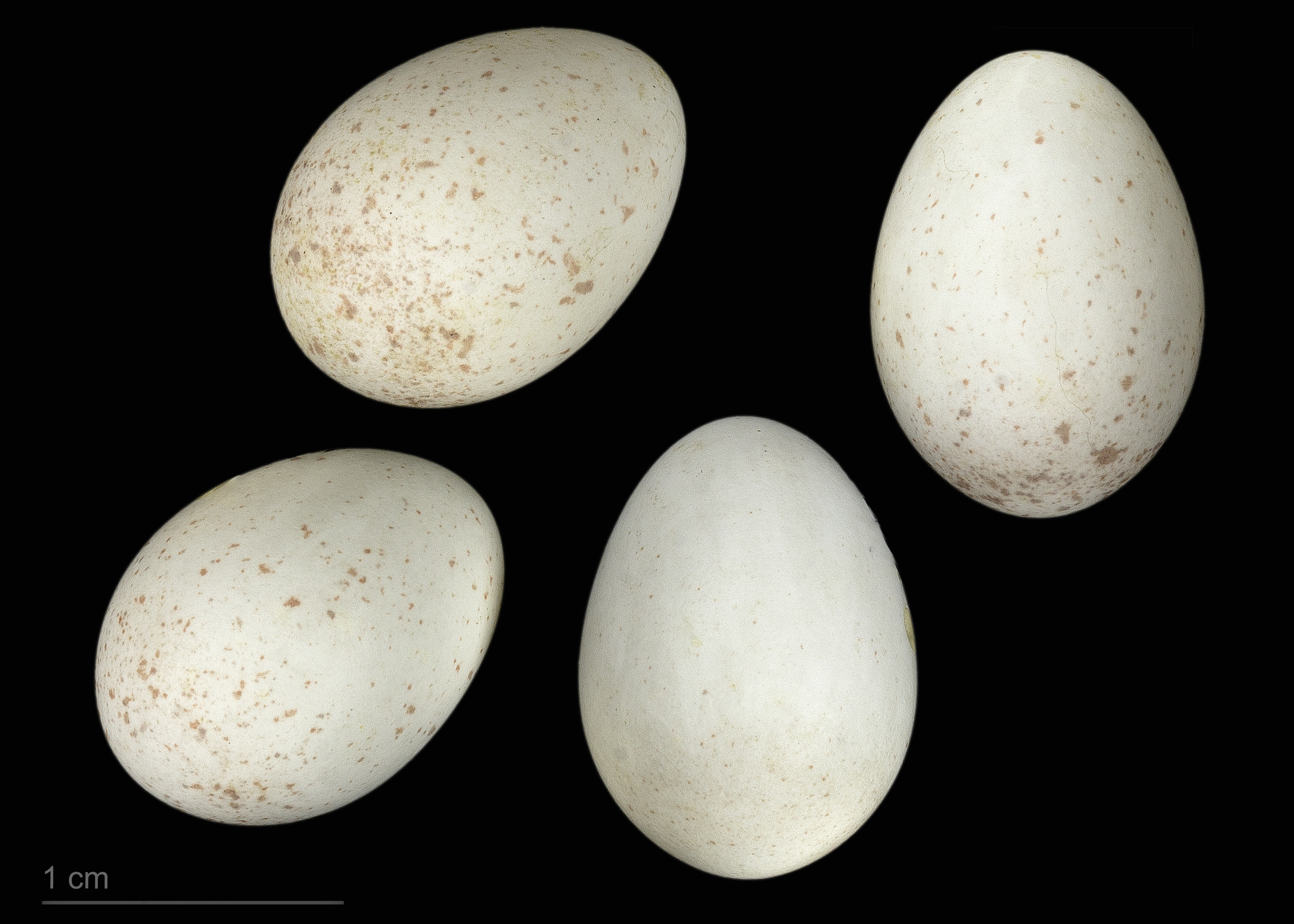
Aegithalos caudatus